# Mamillas
Mamillas es una localidad española actualmente perteneciente al municipio de Sos del Rey Católico y muy próximo a Sofuentes en la provincia de Zaragoza. Pertenece a la comarca de las Cinco Villas, en la comunidad autónoma de Aragón.

## Geografía
El núcleo de Mamillas se encuentra muy cerca del límite con Navarra, en la zona sur del término municipal de Sos del Rey Católico, a que pertenece, en la ladera sur de la sierra de Peña, a pie del barranco de Mamillas y del barranco de Galbarra, que desembocan en el arroyo de Castiliscar, afluente del río Aragón.

## Comunicaciones
Por Mamillas discurre la carretera CV-868, que parte de Castiliscar y la A-127 para dirigirse hacia el noroeste, hasta Sofuentes para luego girar hacia el nordeste hasta Mamillas y el puerto de Sos, donde vuelve a enlazar con la A-127, que conduce hasta Sos del Rey Católico, la capital de su término.

## Patrimonio arquitectónico
- Ermita de Serún